# 目付
目付在日本戰國時代，大名合戰出現爲了論功行賞檢視敵人首級的人，監視自己的部隊和敵人動向向主君通報，是這個名稱的由來。
在江戶時代則為主要職責監視家臣的行動的官職，是監察幕府御家人，諸藩的足輕戰果和出勤狀況的職稱。在1617年設置，作爲若年寄的目耳監視旗本、御家人，一共有10人。各藩也有自己的目付用來監管藩士。還有徒目付、歩行目付的名稱。

在日本語，亦指武道中注視對手和周圍的眼神。

## 關連項目
- 大目付
- 長崎目付

## 外部連結
- 幕府役職辞書